# João Moutinho
João Filipe Iría Santos Moutinho (Portimão, 8 de septiembre de 1986) es un futbolista portugués. Juega de centrocampista y su equipo es el S. C. Braga de la Primeira Liga.

## Trayectoria

### Sporting
Moutinho jugó en el Sporting Clube de Portugal desde los 13 años, siendo apoyado por sus padres, unos apasionados del deporte que no dudaron en abandonar las costas del Algarve para acompañar a su hijo a Lisboa, al club donde se formaron jugadores como Cristiano Ronaldo, Ricardo Quaresma, Simão y Figo. Allí sorprendió cómo el joven Moutinho suplía su pequeña estatura 1.65 (con trabajo y alimentación guiada llegó a alcanzar actualmente 1.70 cm de estatura) con una gran técnica y visión del juego. Así, a los 17 años logró debutar con el primer equipo del Sporting de Portugal y en poco tiempo se convirtió en un titular habitual del Sporting de Portugal y el favorito de los aficionados dado su rapidez, vértigo y habilidad en el medio campo.
Es un jugador capaz de jugar en cualquier posición del centro del campo, ya que ataca tan bien como defiende y tiene una gran determinación. Fue pieza clave en el equipo que llegó a la final de la Copa de la UEFA en 2005 y en la siguiente temporada fue el único jugador que disputó todos los minutos de todos los partidos de la Liga portuguesa. Su carácter como líder del centro del campo y su influencia le valió ser nombrado capitán con sólo 19 años, tras la retirada de Sá Pinto. Sus buenas actuaciones en la Liga de Campeones de Europa en la temporada 2007-08 han atraído la atención y el elogio de los periodistas europeos, siendo comparado con Anderson Luiz de Souza "Deco".Las observaciones que se tienen de él indican que también puede jugar en la banda por su gran velocidad y su gran solidez en el medio del campo

### Porto
El 3 de julio de 2010 firmó por 5 temporadas con el Porto en un traspaso de unos 11 millones de €. Permaneció en el club portista 3 temporadas en las que logró 3 campeonatos de liga, una Liga Europa en su primera temporada y una Copa.

### Mónaco y Wolverhampton
El 24 de mayo de 2013 se dio a conocer su fichaje por el A. S. Monaco, firmando un contrato por 5 años. La transacción que se hizo conjuntamente a la de James Rodríguez, fue de 25 millones de € mientras que la del colombiano ascendió a 45 millones de € y en total 70 millones de € por los dos jugadores.
El 24 de julio de 2018 el Wolverhampton Wanderers anunció su incorporación para las siguientes dos temporadas. Finalmente estuvo cinco campañas en las que jugó más de 200 partidos.

### Regreso a Portugal
Después de diez años en el extranjero, el 25 de agosto de 2023 se hizo oficial su vuelta al fútbol portugués tras firmar por el S. C. Braga por una temporada.

## Selección nacional
Ha sido internacional con la selección de fútbol de Portugal en 146 ocasiones. Su debut como internacional se produjo el 17 de agosto de 2005 en un partido amistoso ante México.
El 17 de mayo de 2018 el seleccionador Fernando Santos lo incluyó en la lista de 23 para el Mundial.

### Participaciones en Copas del Mundo
| Mundial                        | Sede   | Resultado        |
| ------------------------------ | ------ | ---------------- |
| Copa Mundial de Fútbol de 2014 | Brasil | Fase de grupos   |
| Copa Mundial de Fútbol de 2018 | Rusia  | Octavos de final |

### Participaciones en Eurocopas
| Eurocopa                | Sede              | Resultado        |
| ----------------------- | ----------------- | ---------------- |
| Europeo Sub-17 de 2003  | Portugal          | Campeón          |
| Eurocopa Sub-21 de 2006 | Portugal          | Fase de grupos   |
| Eurocopa Sub-21 de 2007 | Países Bajos      | Fase de grupos   |
| Eurocopa 2008           | Austria y Suiza   | Cuartos de final |
| Eurocopa 2012           | Polonia y Ucrania | Semifinal        |
| Eurocopa 2016           | Francia           | Campeón          |
| Eurocopa 2020           | Europa            | Octavos de final |

### Participaciones en Copa Confederaciones
| Copa                      | Sede  | Resultado    |
| ------------------------- | ----- | ------------ |
| Copa Confederaciones 2017 | Rusia | Tercer lugar |

## Estadísticas

### Clubes
Actualizado al último partido disputado el 14 de agosto de 2025.
| Club                                     | Temporada     | Liga  | Liga  | Liga   | Copas nacionales | Copas nacionales | Copas nacionales | Torneos internacionales | Torneos internacionales | Torneos internacionales | Total | Total | Total  |
| Club                                     | Temporada     | Part. | Goles | Asist. | Part.            | Goles            | Asist.           | Part.                   | Goles                   | Asist.                  | Part. | Goles | Asist. |
| ---------------------------------------- | ------------- | ----- | ----- | ------ | ---------------- | ---------------- | ---------------- | ----------------------- | ----------------------- | ----------------------- | ----- | ----- | ------ |
| Sporting C. P. "B" Portugal              | 2003-04       | 30    | 1     | 0      | ―                | ―                | ―                | ―                       | ―                       | ―                       | 30    | 1     | 0      |
| Sporting C. P. "B" Portugal              | Total         | 30    | 1     | 0      | 0                | 0                | 0                | 0                       | 0                       | 0                       | 30    | 1     | 0      |
| Sporting C. P. Portugal                  | 2004-05       | 15    | 0     | 0      | 2                | 0                | 0                | 9                       | 0                       | 0                       | 26    | 0     | 0      |
| Sporting C. P. Portugal                  | 2005-06       | 34    | 4     | 6      | 5                | 1                | 0                | 4                       | 0                       | 0                       | 43    | 5     | 6      |
| Sporting C. P. Portugal                  | 2006-07       | 29    | 4     | 3      | 6                | 3                | 0                | 6                       | 0                       | 0                       | 41    | 7     | 3      |
| Sporting C. P. Portugal                  | 2007-08       | 30    | 5     | 2      | 14               | 1                | 0                | 12                      | 1                       | 3                       | 56    | 7     | 5      |
| Sporting C. P. Portugal                  | 2008-09       | 27    | 3     | 6      | 8                | 0                | 1                | 8                       | 1                       | 0                       | 43    | 4     | 7      |
| Sporting C. P. Portugal                  | 2009-10       | 28    | 5     | 3      | 8                | 2                | 1                | 14                      | 2                       | 1                       | 50    | 9     | 5      |
| Sporting C. P. Portugal                  | Total         | 163   | 21    | 20     | 43               | 7                | 2                | 53                      | 4                       | 4                       | 259   | 32    | 26     |
| F. C. Oporto Portugal                    | 2010-11       | 27    | 0     | 6      | 9                | 2                | 0                | 17                      | 0                       | 2                       | 53    | 2     | 8      |
| F. C. Oporto Portugal                    | 2011-12       | 29    | 3     | 6      | 6                | 0                | 1                | 9                       | 0                       | 1                       | 44    | 3     | 8      |
| F. C. Oporto Portugal                    | 2012-13       | 27    | 1     | 12     | 8                | 2                | 1                | 8                       | 2                       | 2                       | 43    | 5     | 15     |
| F. C. Oporto Portugal                    | Total         | 83    | 4     | 24     | 23               | 4                | 2                | 34                      | 2                       | 5                       | 140   | 10    | 31     |
| A. S. Monaco F. C. Francia               | 2013-14       | 31    | 1     | 7      | 3                | 0                | 1                | —                       | —                       | —                       | 34    | 1     | 8      |
| A. S. Monaco F. C. Francia               | 2014-15       | 37    | 4     | 6      | 5                | 0                | 0                | 10                      | 1                       | 2                       | 52    | 5     | 8      |
| A. S. Monaco F. C. Francia               | 2015-16       | 26    | 1     | 2      | 3                | 0                | 4                | 8                       | 0                       | 2                       | 37    | 1     | 8      |
| A. S. Monaco F. C. Francia               | 2016-17       | 31    | 2     | 4      | 8                | 1                | 3                | 13                      | 0                       | 1                       | 52    | 3     | 8      |
| A. S. Monaco F. C. Francia               | 2017-18       | 33    | 1     | 6      | 5                | 0                | 0                | 6                       | 0                       | 1                       | 44    | 1     | 7      |
| A. S. Monaco F. C. Francia               | Total         | 158   | 9     | 25     | 24               | 1                | 8                | 37                      | 1                       | 6                       | 219   | 11    | 39     |
| Wolverhampton Wanderers F. C. Inglaterra | 2018-19       | 38    | 1     | 8      | 6                | 0                | 0                | —                       | —                       | —                       | 44    | 1     | 8      |
| Wolverhampton Wanderers F. C. Inglaterra | 2019-20       | 38    | 1     | 6      | 2                | 0                | 0                | 17                      | 0                       | 5                       | 57    | 1     | 11     |
| Wolverhampton Wanderers F. C. Inglaterra | 2020-21       | 33    | 1     | 1      | 3                | 0                | 0                | —                       | —                       | —                       | 36    | 1     | 1      |
| Wolverhampton Wanderers F. C. Inglaterra | 2021-22       | 35    | 2     | 1      | 4                | 0                | 0                | —                       | —                       | —                       | 39    | 2     | 1      |
| Wolverhampton Wanderers F. C. Inglaterra | 2022-23       | 31    | 0     | 2      | 5                | 0                | 0                | —                       | —                       | —                       | 36    | 0     | 2      |
| Wolverhampton Wanderers F. C. Inglaterra | Total         | 175   | 5     | 18     | 20               | 0                | 0                | 17                      | 0                       | 5                       | 212   | 5     | 24     |
| S. C. Braga Portugal                     | 2023-24       | 30    | 1     | 1      | 7                | 1                | 1                | 7                       | 1                       | 0                       | 44    | 3     | 2      |
| S. C. Braga Portugal                     | 2024-25       | 22    | 1     | 2      | 5                | 1                | 0                | 9                       | 0                       | 0                       | 36    | 2     | 2      |
| S. C. Braga Portugal                     | 2025-26       | 0     | 0     | 0      | 0                | 0                | 0                | 4                       | 0                       | 1                       | 4     | 0     | 1      |
| S. C. Braga Portugal                     | Total         | 52    | 2     | 3      | 12               | 2                | 1                | 20                      | 1                       | 1                       | 84    | 5     | 5      |
| Total carrera                            | Total carrera | 661   | 42    | 90     | 122              | 14               | 13               | 161                     | 8                       | 21                      | 944   | 64    | 124    |
| 1. 2.                                    |               |       |       |        |                  |                  |                  |                         |                         |                         |       |       |        |

### Selección
Actualizado al 24 de marzo de 2021.
| Selección | Temporada     | Amistosos | Amistosos | Amistosos | Europa(1) | Europa(1) | Europa(1) | Mundial(2) | Mundial(2) | Mundial(2) | Total | Total | Total  |
| Selección | Temporada     | Part.     | Goles     | Asist.    | Part.     | Goles     | Asist.    | Part.      | Goles      | Asist.     | Part. | Goles | Asist. |
| Sub-19 Portugal | 2004          |           |           | —         | 1         | 1         | 0         | —          | —          | —          | 1     | 1     | 0      |
| Sub-19 Portugal | Total         | 0         | 0         | 0         | 1         | 1         | 0         | 0          | 0          | 0          | 1     | 1     | 0      |
| Sub-21 Portugal | 2005          |           |           | —         | 2         | 0         | 0         | —          | —          | —          | 2     | 0     | 0      |
| Sub-21 Portugal | 2006          |           |           | —         | 5         | 2         | 1         | —          | —          | —          | 5     | 2     | 1      |
| Sub-21 Portugal | 2007          |           |           | —         | 5         | 0         | 0         | —          | —          | —          | 5     | 0     | 0      |
| Sub-21 Portugal | 2008          | 1         | 0         | 0         | —         | —         | —         | —          | —          | —          | 1     | 0     | 0      |
| Sub-21 Portugal | Total         | 1         | 0         | 0         | 12        | 2         | 1         | 0          | 0          | 0          | 13    | 2     | 1      |
| Absoluta Portugal | 2005          | 1         | 0         | 0         | 2         | 0         | 1         | —          | —          | —          | 3     | 0     | 1      |
| Absoluta Portugal | 2006          | 1         | 0         | 0         | 1         | 0         | 0         | —          | —          | —          | 2     | 0     | 0      |
| Absoluta Portugal | 2007          | 1         | 0         | 0         | 5         | 0         | 1         | —          | —          | —          | 6     | 0     | 1      |
| Absoluta Portugal | 2008          | 3         | 1         | 0         | 4         | 0         | 1         | 4          | 0          | 0          | 11    | 1     | 1      |
| Absoluta Portugal | 2009          | 2         | 0         | 0         | —         | —         | —         | 1          | 0          | 0          | 3     | 0     | 0      |
| Absoluta Portugal | 2010          | 2         | 0         | 3         | 3         | 0         | 0         | —          | —          | —          | 5     | 0     | 3      |
| Absoluta Portugal | 2011          | 4         | 0         | 0         | 6         | 1         | 2         | —          | —          | —          | 10    | 1     | 2      |
| Absoluta Portugal | 2012          | 5         | 0         | 0         | 5         | 0         | 2         | 4          | 0          | 3          | 14    | 0     | 5      |
| Absoluta Portugal | 2013          | 3         | 0         | 0         | —         | —         | —         | 8          | 0          | 7          | 11    | 0     | 7      |
| Absoluta Portugal | 2014          | 5         | 0         | 1         | 3         | 0         | 0         | 3          | 0          | 0          | 11    | 0     | 1      |
| Absoluta Portugal | 2015          | 1         | 0         | 0         | 4         | 2         | 2         | —          | —          | —          | 5     | 2     | 2      |
| Absoluta Portugal | 2016          | 4         | 0         | 0         | 6         | 0         | 1         | 3          | 1          | 0          | 13    | 1     | 1      |
| Absoluta Portugal | 2017          | 2         | 2         | 0         | 1         | 0         | 0         | 8          | 0          | 0          | 11    | 2     | 0      |
| Absoluta Portugal | 2018          | 5         | 0         | 0         | —         | —         | —         | 3          | 0          | 1          | 8     | 0     | 1      |
| Absoluta Portugal | 2019          | -         | -         | -         | 8         | 0         | 1         | —          | —          | —          | 8     | 0     | 1      |
| Absoluta Portugal | 2020          | 1         | 0         | 0         | 3         | 0         | 0         |            |            |            | 4     | 0     | 0      |
| Absoluta Portugal | 2021          |           |           |           | 1         | 0         | 0         |            |            |            | 1     | 0     | 0      |
| Absoluta Portugal | Total         | 40        | 3         | 4         | 49        | 3         | 11        | 37         | 1          | 11         | 126   | 7     | 26     |
| Total carrera | Total carrera | 40        | 3         | 4         | 49        | 3         | 11        | 37         | 1          | 11         | 126   | 7     | 26     |
| (1) Incluye los partidos de Europeo sub-17, Eurocopa Sub-21, Eurocopa, fases clasificatorias europeas y Liga de Naciones. (2) Incluye los partidos de Copa Confederaciones, Copa Mundial de Fútbol y fases clasificatorias. |               |           |           |           |           |           |           |            |            |            |       |       |        |

### Resumen estadístico
| Competición           | Partidos | Goles | Asistencias | Promedio |
| --------------------- | -------- | ----- | ----------- | -------- |
| Liga                  | 609      | 39    | 87          | 0,08     |
| Copas nacionales      | 110      | 12    | 12          | 0,12     |
| Copas internacionales | 141      | 7     | 20          | 0,05     |
| Selección sub-17      | 15       | 0     | ?           | 0,25     |
| Selección sub-18      | 5        | 0     | ?           | 0,25     |
| Selección sub-19      | 4        | 1     | ?           | 0,25     |
| Selección sub-21      | 17       | 2     | ?           | 0,86     |
| Selección             | 146      | 7     | 26          | 0,07     |
| Total                 | 1048     | 68    | 145         | 0,08     |

## Palmarés

### Títulos nacionales
| Título                      | Club               | País     | Año     |
| --------------------------- | ------------------ | -------- | ------- |
| Copa de Portugal            | Sporting C. P.     | Portugal | 2006-07 |
| Supercopa de Portugal       | Sporting C. P.     | Portugal | 2007    |
| Copa de Portugal            | Sporting C. P.     | Portugal | 2007-08 |
| Supercopa de Portugal       | Sporting C. P.     | Portugal | 2008    |
| Supercopa de Portugal       | F. C. Porto        | Portugal | 2010    |
| Primeira Liga               | F. C. Porto        | Portugal | 2010-11 |
| Copa de Portugal            | F. C. Porto        | Portugal | 2010-11 |
| Supercopa de Portugal       | F. C. Porto        | Portugal | 2011    |
| Primeira Liga               | F. C. Porto        | Portugal | 2011-12 |
| Supercopa de Portugal       | F. C. Porto        | Portugal | 2012    |
| Primeira Liga               | F. C. Porto        | Portugal | 2012-13 |
| Ligue 1                     | A. S. Monaco F. C. | Francia  | 2016-17 |
| Copa de la Liga de Portugal | S. C. Braga        | Portugal | 2023-24 |

### Títulos internacionales
| Título                      | Club (*)    | País     | Año     |
| --------------------------- | ----------- | -------- | ------- |
| Liga Europa de la UEFA      | F. C. Porto | Irlanda  | 2010-11 |
| Eurocopa                    | Portugal    | Francia  | 2016    |
| Liga de Naciones de la UEFA | Portugal    | Portugal | 2019    |

(*) Incluyendo la selección.

### Distinciones individuales
| Distinción                                                      | Año  |
| --------------------------------------------------------------- | ---- |
| Jugador del mes de la Primeira Liga (abril)                     | 2005 |
| Jugador joven del mes de la Primeira Liga (octubre y noviembre) | 2006 |
| Jugador joven del mes de la Primeira Liga (octubre y noviembre) | 2007 |
| Jugador joven del mes de la Primeira Liga (febrero y marzo)     | 2008 |
| Jugador del Año del F. C. Porto (Dragão de Ouro)                | 2013 |

### Condecoraciones
| Distinción                                    | Año  |
| --------------------------------------------- | ---- |
| Comandante de la Orden del Mérito de Portugal | 2016 |